# 許志豪
許志豪（1979年7月22日—），台灣電視主持人、歌手。

## 生平
許志豪出生於基隆市，畢業於國立聯合工商專科學校電子工程科。原從事國民中學英文補習班老師，2003年獲中華民國總統府聘任總統府青年工作團基隆市代表。
2007年參加八大第一台《亞洲新人歌唱大賽》獲得季優勝，同年正式加入八大電視；2008年加入豪記唱片，發行兩張對唱情歌專輯。近年來，許志豪在各節目中常以詼諧的方式將台語歌曲翻成英文來演唱，除了成功樹立他個人的表演特色以外，也讓觀眾對他留下印象。曾經翻譯過的歌曲有『車站』、『採檳榔』、『媽媽請你也保重』、『舞女』、『金包銀』....等歌曲。其中『金包銀』英文版在網路上瘋傳，創下一周內百萬次點閱以及三萬多人次分享的記錄。
2012年傳出與金曲歌后張秀卿姐弟戀緋聞，適逢許志豪發行專輯宣傳期，張秀卿偕同他上遍各大節目通告，許志豪也在張秀卿發行專輯《辣妹駕到》的記者會上首度反串，還被記者追問是否為愛犧牲色相？直至張秀卿於2014年1月4日梅開二度，嫁給台南水業老闆王國贊後，證實與許志豪兩人僅是情同姐弟的好朋友。
2013年與豪記唱片解約。
2014年加盟三立電視怡佳娛樂經紀，並自三立台灣台選秀節目《超級紅人榜》第200集以刺客聯盟盟主身份加入主持群行列，與于美人、蔡昌憲共同主持，負責網羅各地的歌唱好手進攝影棚挑戰衛冕者。

## 主持作品

### 電視
- 八大第一台『最好聽的歌』
- 三立台灣台『超級紅人榜』
- 三立都會台『玩客瘋高雄』
- 三立新聞台『開心farm大力玩』
- 三立台灣台『寶島神很大』
- 三立台灣台『姐姐當家』
- 中視『綜藝一級棒』

## 經歷
- 電台節目主持人
- 總統府第一屆青年工作團 基隆市代表
- 立法委員徐少萍服務處 秘書
- 立法委員邱議瑩辦公室 法案助理
- 財團法人更生保護會基隆分會 委員

## 音樂作品
- 2008年10月《讓步》vs陳隨意 (陳隨意『愛情總鋪師』專輯/美華唱片）
- 2008年9月《對唱情歌1》vs林良歡/吳俊宏/唐儷 （豪記唱片）
- 2008年11月《對唱情歌2-天地問相思》vs林良歡（豪記唱片）
- 2009年4月《生命中的過客》vs張秀卿 （『張秀卿vs十個男人』專輯/豪記唱片）
- 2009年7月《爱无后悔》vs張蓉蓉 (張蓉蓉『思念無藥醫』專輯/豪記唱片）)
- 2009年8月《心愛請保重》vs林良歡 (豪記唱片)
- 2010年9月《千年思念》vs林良歡 (豪記唱片)
- 2011年10月《愛一半》個人首張專輯 (豪記唱片)
- 2011年11月《愛情白酒》vs張秀卿/吳俊宏 (張秀卿『愛人仔恰恰』專輯/豪記唱片)
- 2012年10月《一條紅線》vs張秀卿 (豪記唱片)三立『戲說台灣』片尾曲  民視『風水世家』插曲
- 2012年12月《你是我的人》vs張秀卿(張秀卿『辣妹駕到』專輯/豪記唱片)
- 2013年12月《心無言》vs張秀卿(豪記唱片) 三立『戲說台灣』片尾曲
- 2017年5月《速力八》vs安苡葳(安苡葳『電音教主 安苡葳Anne』專輯/禾廣唱片)
- 2023年9月《洘流賰沙》vs黃春美(黃春美『洘流賰沙』專輯/禾廣唱片)

## 戲劇演出
| 拍攝年份 | 首播日期   | 播出頻道   | 劇名               | 角色         | 性質 | 備註     |
| -------- | ---------- | ---------- | ------------------ | ------------ | ---- | -------- |
| 2012年   | 2012/10/15 | 大愛電視台 | 《老人老車老朋友》 | 林師兄       | 配角 | 客串演出 |
| 2014年   | 2014/10/13 | 大愛電視台 | 《葡萄成熟時》     | 建設公司老闆 | 配角 | 客串演出 |

## 相關連結
- 許志豪官方的Facebook專頁
- 一條紅線-許志豪vs張秀卿 （页面存档备份，存于）
- 長恨歌-許志豪 （页面存档备份，存于）
- 千年思念-許志豪VS林良歡 （页面存档备份，存于）
- 天地問相思-許志豪VS林良歡 （页面存档备份，存于）
- 生命中的過客-張秀卿VS許志豪 （页面存档备份，存于）